# Monument a Alfons Sala (Terrassa)
El Monument a Alfons Sala és una escultura del centre de Terrassa (Vallès Occidental) protegida com a bé cultural d'interès local, situada al passeig del Comte d'Ègara.

## Descripció
El monument consisteix en un pedestal prismàtic de pedra calcària de 3 x 2 m, amb plafons de relleus escultòrics a banda i banda que al·ludeixen a la indústria tèxtil i a la maternitat. A la part central del pedestal hi havia un medalló de bronze amb l'efígie de l'homenatjat, Alfons Sala, actualment desaparegut, sota el qual figura la inscripció en castellà «A D. ALFONSO SALA ARGEMÍ, PRIMER CONDE DE EGARA, 1863-1945». A dalt de tot hi descansa una figura femenina que sosté l'escut de Terrassa.

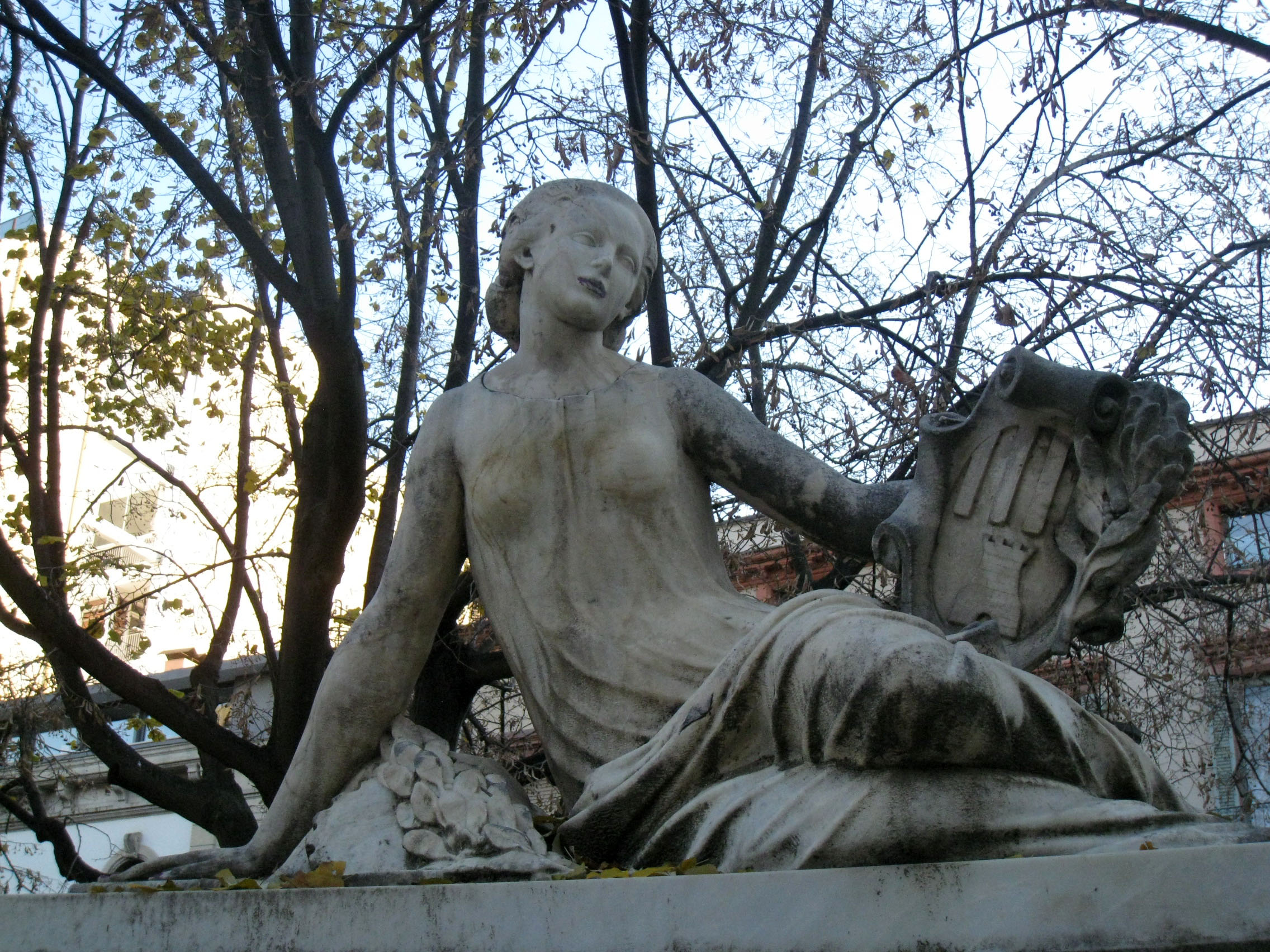
Detall de l'escultura femenina de Frederic Marès que corona el monument

Originàriament, en lloc dels relleus decoratius laterals hi havia dues estàtues, La lectora i La filadora, que més endavant es van traslladar al parc de Sant Jordi.

## Història
És una obra de Frederic Marès de 1950, en memòria d'Alfons Sala i Argemí, industrial i polític terrassenc, president de la Mancomunitat de Catalunya durant la dictadura de Primo de Rivera i primer comte d'Ègara. Fou inaugurat a la plaça Vella el 30 d'abril de 1950 (la primera pedra del monument s'havia col·locat el 7 de juny de 1947) i posteriorment, el juny de 1990, va ser traslladat al passeig del Comte d'Ègara quan es va procedir a remodelar la plaça arran de la construcció d'un aparcament subterrani. 